# ماري كارمين إيزكويردو
ماري كارمين إيزكويردو (بالإسبانية: Mari Carmen Izquierdo)‏ هي مقدمة تلفزيونية وصحفية إسبانية، ولدت في 22 فبراير 1950 في ليرما في إسبانيا، وتوفيت في 30 يوليو 2019 في مدريد في إسبانيا بسبب سرطان البنكرياس.